# 反調
反調（英語：polemic），又稱論戰，是一個具爭議性的邏輯論證，其意圖是建立一個具體了解的真理，及指出相反立場的謬誤。論戰大多見於很有爭議性的話題，該論證的方法或實踐稱為反調。一個經常寫作反調文章，或者說話唱反調的人，是一個辯論者或爭論者。原來的英語詞是從希臘語: （英語拼音: polemikos）衍生出來的，意思是「好戰的，敵對的」，而這個詞又來自希臘語: （英語拼音: polemos），即「戰爭」。

## 概述
伴隨著辯論，反調是爭論的最常見的形式之一。雖然與辯論類似，但反調被局限在一個明確的爭議性論題。不同於辯論，可讓爭議雙方之間存在共同點，反調的目的，只是為了建立一個觀點的真理，而同時反駁對方的觀點。
反調通常涉及到宗教，哲學，政治，或科學的重要議題。以往，論戰新聞常見於歐洲大陸；當時的誹謗法律，相對於現在，並沒有想像中嚴格。
為了支持對17至19世紀論戰的研究，一個英國的研究項目，於2002年將那個時代的論戰小冊子，放到互聯網上，數目超過24,000項。

## 神學論戰
神學論戰是神學論證的分支，圍繞著宗教事務，致力於歷史或爭議的行為。但這應該從護教區分，後者是信仰的知識防禦。 
馬丁·路德在1525年的著作《意志的束縛》，是神學論戰的一個典型例子。這是寫在回答一個反調的題目: 《意志的自由》，由德西德里烏斯·伊拉斯謨於1524年所著。
另一個例子，是兩冊1896年的著作《基督教世界科學與神學論戰史》（分上、下卷），由美國外交家，教育家及作家安德魯·迪克森·懷特所著。作者的科學觀，大體是樸素的經驗主義觀點。科學基本上被看作是經驗的歸納，被簡單地當作對世界的正確表像，是與宗教教義反調的論題。科學知識被當作是真理或者至少是不斷接近的真理，被認為只與客觀的世界有關，與人類的文化，信念，甚至宗教無關。雖然此書未必能體現主流見解，但仍有其代表性，可以反映出近代西方歷史上，科學與宗教關係值得關注的反調思想。

### 書籍
- Gallop, Jane.  1. New York: Routledge. 2004. ISBN 0-415-97228-0.
- Hawthorn, Jeremy. . Hodder Arnold. 1987. ISBN 0-7131-6497-2.
- Lander, Jesse M. . Cambridge University Press. 2006. ISBN 0-521-83854-1.
- Kershaw, Ian. . New York: W. W. Norton & Company. 2008. ISBN 978-0-393-06757-6.